# Cyborg Cop
Cyborg Cop è un film del 1993 diretto da Sam Firstenberg.
È un film d'azione statunitense a sfondo fantascientifico con David Bradley, John Rhys-Davies e Todd Jensen.
Cyborg Cop ha avuto due seguiti: Cyborg Cop II del 1994 e Cyborg Cop III del 1995.

## Trama
L'ex-poliziotto della DEA Jack Ryan riceve una chiamata di emergenza da suo fratello Philip, scomparso durante una missione segreta a St. Keith Island, nei Caraibi, dove Kessel, un misterioso uomo d'affari, gestisce traffici di droga e conduce alcuni esperimenti su cavie trasformandole in cyborg assassini da vendere sul mercato nero per milioni di dollari.
Jack raggiunge l'isola per scoprire cosa sia accaduto al fratello e, per una serie di coincidenze, viene affiancato nella ricerca dalla giornalista Cathy. Il protagonista non ha vita facile poiché molti cittadini e autorità del luogo cercano di difendere e nascondere le attività di Kessel, ma alla fine riesce a trovare il suo antagonista e anche suo fratello, trasformato però in un cyborg pronto per uccidere.

## Produzione
Il film, diretto da Sam Firstenberg su una sceneggiatura di Glenn A. Bruce e Greg Latter, fu prodotto da Danny Lerner per la Nu Image Films e girato in Sudafrica. Il titolo di lavorazione fu Cyborg Ninja.

## Distribuzione
Il film fu mostrato negli Stati Uniti il 9 febbraio 1994 in anteprima con il titolo Cyborg Cop.
Alcune delle uscite internazionali sono state:
- in Giappone il 4 settembre 1993 (in anteprima)
- in Germania il 5 ottobre 1993
- in Francia (Cyborg Cop)
- in Grecia (Cyborg Cop)
- in Ungheria (Cyborg zsaru)
- in Portogallo (Polícia Cyborg)
- in Italia (Cyborg Cop)

## Promozione
La tagline è: "Programmed to kill... He is unstoppable.".